# Airbus Helicopters, Inc
Ne doit pas être confondu avec Airbus Helicopters.

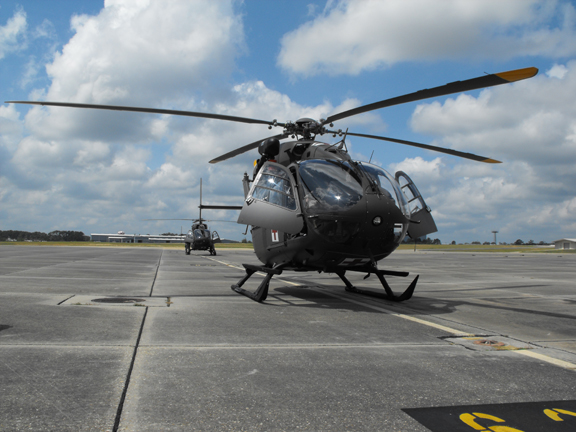
Lakota UH-72A de l'United States Army

Airbus Helicopters, Inc. (AHI), anciennement American Eurocopter, est une filiale d'Airbus Helicopters aux États-Unis, la division hélicoptère d'Airbus Group. American Eurocopter fabrique et commercialise une large gamme d'hélicoptères civils et militaires. Son siège est situé à Grand Prairie, au Texas et la firme est leader nord-américain sur le marché des hélicoptères civils.

## Histoire
En 1968, Vought Helicopter (VHI), une filiale de LTV Aerospace, a construit une usine à l'aéroport de Grand Prairie dans le but de produire des hélicoptères pour le compte de la SNIAS sur le marché nord-américain. Cependant, six ans plus tard, Aérospatiale rachète VHI et reprend l'activité à son compte deux ans plus tard. 
L'entreprise est renommée Aérospatiale Helicopter Corporation (AHC) et en 1980, AHC construit une nouvelle usine à Grand Prairie.
En 1992, l'allemand DASA et la SNIAS fusionnent pour former Eurocopter ; AHC devient American Eurocopter.
En 2004, l'installation de Columbus, au Mississippi est ouverte, et elle devient en 2006 l'usine de fabrication pour le plus récent des hélicoptères de l'armée américaine, le Lakota UH-72A.
Le 2 janvier 2014, elle prend le nom de Airbus Helicopters, Inc. (AHI).

## Installations
American Eurocopter produit des hélicoptères dans deux usines de production aux États-Unis :
- Grand Prairie est le siège et principal établissement de l'entreprise. Il est adjacent à l'aéroport municipal de  la ville. Grand Prairie sert aussi de centre de formation d'Eurocopter en Amérique du Nord avec les toutes dernières technologies en matière de simulateurs[2].
- L'usine inaugurée en 2003 à Columbus gère la licence de production et le travail d'assemblage final de l'AS350 A-Star, ainsi que les réparations, améliorations et personnalisations d'autres modèles Eurocopter américains. Il est situé sur l'aéroport régional de Golden Triangle et emploie environ 40% de vétérans de l'armée américaine. L'installation de Columbus est également le foyer du Lakota, la version militaire du EC145[4]. En janvier 2019, elle a livré plus de 1 300 hélicoptères[5].

## Modèles produits
L’entreprise a produit et commercialisé plus de 1 800 hélicoptères pour plus de 600 clients américains[Quand ?]. Elle produit entre autres des EC120, des EC130, des EC135, des EC145, des EC155 et des EC225 en plus des UH-72 destinés à l'armée.

### Référence de traduction
- (en) Cet article est partiellement ou en totalité issu de l’article de Wikipédia en anglais intitulé « American Eurocopter » (voir la liste des auteurs).